# Disney Channel (Portogallo)
Disney Channel è un canale televisivo portoghese di proprietà della Walt Disney Company e versione locale della rete statunitense omonima.
Trasmette 24 ore al giorno. È il secondo canale più visto tra i bambini per la televisione via cavo.

## Storia
Nasce il 29 novembre 2001.
Il canale cambia logo in data 20 giugno 2011, 7 maggio 2012 e 17 giugno 2014.

## Palinsesto

### In onda
- Quack Pack
- Hercules
- Timon e Pumbaa
- Art Attack
- Kim Possible
- Lilo & Stitch
- Groove High
- A scuola con l'imperatore
- Mermaid Melody Pichi Pichi Pitch
- I Famosi 5 - Casi misteriosi
- Phineas e Ferb
- Zack e Cody sul ponte di comando
- Casper - Scuola di paura
- W.I.T.C.H
- Buona fortuna Charlie
- Il libro della giungla (serie del 2010)
- Little Lulu Show
- H20
- A tutto ritmo
- A.N.T. Farm - Accademia Nuovi Talenti
- Jessie
- Austin & Ally
- Mako Mermaids
- Lab Rats
- Kickin' It - A colpi di karate
- Professor Young
- Dog with a Blog
- Littlest Pet Shop
- Gravity Falls
- Topolino
- Violetta
- Crash & Bernstein
- Liv e Maddie
- Non sono stato io

### Film

Logo dei Disney Channel Original Movie

Oltre per le serie televisive e i cartoni, il palinsesto di Disney Channel si contraddistingue anche per la visione di film. I titoli sono gli stessi della programmazione statunitense con doppiaggio in portoghese.

## Diffusione
Il canale è disponibile via satellite sulle piattaforme NOS, MEO, via cavo su Cabovisão oltre che su IPTV grazie a Vodafone Portogallo e MEO

## Altre versioni

### Disney Junior
Playhouse Disney nasce come blocco televisivo l'8 settembre 2007 su Disney Channel Portogallo e cambia nome il 1º luglio 2011 in "Disney Junior". Il 1º novembre 2012 diventa un canale, mantenendo lo stesso titolo. Dedicato prevalentemente per i bambini dai 2 ai 6 anni. Tra i programmi troviamo Manny tuttofare, Little Einsteins, La casa di Topolino e Chuggington.

### Disney Cinemagic Portogallo
Il canale è stato visibile dal 1º ottobre 2008 fino al 31 ottobre 2012. Era un canale premium dedicato ai film e alle serie televisive classiche della Disney.